# Martín Morán
Martín Abdiel Morán Asfall (La Chorrera, Panamá Oeste, 30 de agosto de 2001) es un futbolista panameño que juega como mediocampista en el PFC Septemvri Sofia de la A PFG de Bulgaria.

## Trayectoria

### CA Independiente
Se formó en las categorías inferiores del Club Atlético Independiente de La Chorrera e hizo su debut profesional el 9 de febrero de 2020 en la derrota 1 a 3 contra el Tauro FC en el Estadio Agustín Muquita Sánchez en donde fue titular y jugó todo el partido. En el Torneo Apertura 2020 solo jugó 5 partidos por el torneo se suspendió por el COVID 19. En la Liga Concacaf 2020 jugó 1 partido en donde fueron eliminados en la Ronda preliminar en donde perdieron 2 a 4 en la tandas de los penales después de un marcador de 0 a 0 en los tiempos extras contra el Antigua GFC en el Estadio Rommel Fernández en donde fue suplente y entró al minuto 85 por Joseph Rosales. Salió campeón con el club del Torneo Clausura 2020 en donde ganaron la final 3 a 1 contra el San Francisco FC en el Estadio Agustín Muquita Sánchez en donde fue titular y jugó todo el partido, en dicho torneo jugó 11 partidos. En el Torneo Apertura 2021 jugó 14 partidos en donde fueron eliminados en los playoff en donde perdieron 7 a 8 en las tandas de los penales después de un marcador de 0 a 0 en los tiempos extras contra el Sporting SM en el Estadio Agustín Muquita Sánchez en donde fue titular, jugó todo el partido y anotó su gol en la tandas de los penales. En la Liga Concacaf 2021 jugó 2 partidos en donde fueron eliminados en los octavos de final en donde perdieron en un marcador global de 0 a 2 contra el Forge FC en donde jugó en los 2 partidos. En el Torneo Clausura 2021 jugó 11 partidos y anotó 1 gol en donde fueron eliminados en los playoff en donde perdieron en un marcador de 1 a 3 en los tiempos extras contra el Alianza FC en el Estadio Agustín Muquita Sánchez en donde no estuvo convocado. En el Torneo Apertura 2022 solo jugó 4 partidos por fue cedido, el club fue nuevamente eliminado en los playoff en un marcador de 1 a 2 contra el Tauro FC en el Estadio Agustín Muquita Sánchez en donde no estuvo convocado por dicha cesión.

### SFC Etar Veliko Tarnovo
El 28 de febrero de 2022 fue cedido al SFC Etar Veliko Tarnovo. Debutó con el etar el 14 de abril del 2022 en la derrota 1 a 2 contra el Strumska Slava en el Estadio Ivaylo en donde fue suplente y entró al minuto 57 por Radoslav Apostolov. En la Segunda Liga de Bulgaria 2021-22 jugó 5 partidos y anotó 1 gol en donde quedaron en la cuarta posición en donde clasificaron al playoff de ascenso en donde perdieron 3 a 2 contra el POFC Botev Vratsa en el Stadion Aleksandar Shalamanov en donde fue titular y jugó todo el partido así que no pudieron lograr el ascenso. Fue subcampeón de la Segunda Liga de Bulgaria 2022-23 en donde jugó 29 partidos y anotó 2 goles así logrando el ascenso a la Primera Liga de Bulgaria. Debutó en la Primera Liga el 17 de julio de 2023 en la derrota 0 a 1 contra el PFC Slavia Sofia en el Estadio Ivaylo en donde fue titular y jugó todo el partido. En la Primera Liga de Bulgaria 2023-24 jugó 30 partidos y anotó 1 gol en donde quedaron en la última posición del grupo del descenso así descendiendo a la Segunda División.

### PFC Septemvri Sofia
El 29 de julio de 2024 fue anunciado como nuevo jugador del PFC Septemvri Sofia.

## Selección nacional

### Categorías inferiores
El 23 de mayo de 2022, fue llamado a la selección sub-21 de Panamá para disputar el Torneo Maurice Revello de 2022 en donde jugó 4 partidos en donde quedaron en la séptima posición en donde le ganaron 4 a 1 de Comoras en el Stade D'Honneur Mallemort en donde fue titular y jugó todo el partido. Fue llamado a la selección Sub-23 de Panamá para disputar el Torneo Maurice Revello de 2023 en donde salió campeón en donde ganaron la final 4 a 1 contra México en el Stade Marcel Roustan en donde fue suplente y entró al minuto 82 por Edward Cedeño, en dicho torneo jugó 4 partidos y para el Torneo Maurice Revello de 2024 en donde jugó 4 partidos en donde quedaron en la séptima posición en donde ganaron 3 a 4 en la tandas de los penales después de un marcador de 1 a 1 en el tiempo regular contra Arabia Saudita en el Stade René Gimet en donde fue titular y jugó hasta el minuto 90.

### Selección absoluta
Hizo su debut con la selección absoluta el 26 de septiembre de 2022 en la victoria 0 a 2 contra Baréin en un partido amistoso en el Estadio Nacional de Baréin en donde fue suplente y entró al minuto 59 por Cristian Jesús Martínez.

### Participaciones en selección nacional
| Copa                        | Categoría | Sede    | Resultado | Partidos | Goles |
| --------------------------- | --------- | ------- | --------- | -------- | ----- |
| Torneo Maurice Revello 2022 | Sub-21    | Francia | 7.º lugar | 4        | 0     |
| Torneo Maurice Revello 2023 | Sub-23    | Francia | Campeón   | 4        | 0     |
| Torneo Maurice Revello 2024 | Sub-23    | Francia | 7.º lugar | 4        | 0     |

## Clubes
| Club                    | País     | Año       |
| ----------------------- | -------- | --------- |
| CA Independiente        | Panamá   | 2020-2022 |
| SFC Etar Veliko Tarnovo | Bulgaria | 2022-2024 |
| PFC Septemvri Sofia     | Bulgaria | 2024-Act. |

## Palmarés

### Títulos nacionales
| Título           | Club             | País   | Año    |
| ---------------- | ---------------- | ------ | ------ |
| Primera División | CA Independiente | Panamá | 2020-C |